# Anna Walton
Anna Walton es una actriz y modelo inglesa, más conocida por haber interpretado a Vicki en la película Vampire Diary y a la princesa Nuala en la película Hellboy II: The Golden Army.

## Biografía
Se entrenó en el "Oxford School of Drama" de donde se graduó en 2004.
Tiene un hijo, Oliver (abril de 2007).

## Carrera
En 2008 apareció en la película Hellboy II: The Golden Army, donde interpretó a la princesa Nuala. Ese mismo año se unió al elenco principal de la serie Crusoe, donde interpretó a Susannah Tuffley-Crusoe hasta el final de la serie en 2009.
En 2012 apareció en la película de suspenso psicológico Deviation, donde interpretó a Amber. Ese mismo año interpretó a Violeta en la película The Seasoning House. En 2013 se unió al elenco recurrente de la serie Reign, donde interpretó a Diana de Poitiers. Regresó como invitada a la serie en un episodio en 2015.

## Filmografía

### Series de televisión
| Año       | Título       | Personaje         | Notas        |
| --------- | ------------ | ----------------- | ------------ |
| 2013—2015 | Reign        | Diana de Poitiers | 5 episodios  |
| 2008—2009 | Crusoe       | Susannah Crusoe   | 12 episodios |
| 1998      | Out of Hours | Nicky Walsh       | miniserie    |

### Películas
| Año  | Título                      | Personaje       | Notas |
| ---- | --------------------------- | --------------- | --- |
| 2013 | Buoy                        | -               | corto - junto a Phyllis Logan, Gavin Dent, Ailsa Matthews, Mark Mansell y Eric Roberts                                 |
| 2013 | Lucan                       | Jane Aspinall   | junto a Paul Freeman, Matthew Flynn, Rory Kinnear, Christopher Eccleston, Rufus Wright y Michael Gambon                |
| 2013 | Soulmate                    | Audrey          | junto a Tom Wisdom, Tanya Myers, Nick Brimble y Emma Cleasby                                                           |
| 2012 | The Seasoning House         | Violeta         | junto a Sean Pertwee, Kevin Howarth, Jemma Powell, Alec Utgoff y David Lemberg                                         |
| 2012 | Deviation                   | Amber           | junto a Danny Dyer, James Doherty, David Fynn, Alan McKenna, Roy Smiles y Ben Wigzell                                  |
| 2011 | The Halloween Kid           | Madre de Henry  | corto - junto a Leo Donnelly, Julian Glover, Derek Jacobi y Dave Legeno                                                |
| 2011 | 5 Days of August            | Karin           | junto a Rupert Friend, Emmanuelle Chriqui, Richard Coyle, Johnathon Schaech, Rade Serbedzija, Andy Garcia y Val Kilmer |
| 2010 | Copelia                     | Agatha          | corto - junto a Ralph Brown, Florian Hutter, William Orbit, Vincent Regan y John Standing                              |
| 2008 | Mutant Chronicles           | Severian        | junto a Thomas Jane, Ron Perlman, Devon Aoki, Sean Pertwee, Benno Fürmann y John Malkovich                             |
| 2008 | Hellboy II: The Golden Army | Princesa Nuala  | junto a Ron Perlman, Selma Blair, Doug Jones, Luke Goss y Roy Dotrice                                                  |
| 2007 | A Girl and a Gun            | Lucille         | corto - junto a Ian Hart, Paul Freeman y Tony Pritchard                                                                |
| 2006 | Vampire Diary               | Vicki           | junto a Morven Macbeth, Jamie Thomas King, Kate Sissons y Justin McDonald                                              |
| 1997 | Bright Hair                 | Melissa Bernett | junto a Emilia Fox, James Purefoy, Oliver Milburn, Jim Carter y Toby Whithouse                                         |

### Teatro
| Año | Obra                     |
| --- | ------------------------ |
| -   | A Collier‘s Friday Night |
| -   | The Country Wife         |
| -   | The Cherry Orchard       |
| -   | Picnic                   |

## Premios y nominaciones
| Año  | Categoría                           | Premio                                  | Película                    | Resultado |
| ---- | ----------------------------------- | --------------------------------------- | --------------------------- | --------- |
| 2009 | Best Supporting Actress (2.º lugar) | Chainsaw Award                          | Hellboy II: The Golden Army | Ganadora  |
| 2008 | Best Actress                        | Milan International Film Festival Award | Vampire Diary               | Ganadora  |